# Hôtel de Saint-Astier (Périgueux)
Ne doit pas être confondu avec Maison de Saint-Astier (Périgueux).
L'hôtel de Saint-Astier est un hôtel particulier français situé dans le centre-ville de Périgueux, dans le département de la Dordogne, en région Nouvelle-Aquitaine. Il a été édifié au XVIe siècle.

## Présentation
L'hôtel de Saint-Astier se situe en Périgord, au centre du département de la Dordogne, dans le secteur sauvegardé du centre-ville de Périgueux, en rive droite de l'Isle. C'est une propriété privée sise 2 rue de la Miséricorde.

## Histoire
L'hôtel de Saint-Astier est construit au XVIe siècle par la famille Chapon du Bâtiment.
L'édifice passe ensuite successivement aux familles d'Alesmes, d'Abzac puis Ribette.
Le 8 août 1923, l'hôtel est classé au titre des monuments historiques pour son escalier Renaissance.

## Architecture
L'hôtel se compose de deux étages au-dessus d'un rez-de-chaussée présentant trois portes sous des arcs.
Le principal élément remarquable de la demeure est son escalier Renaissance en pierre, avec un vide central délimité par des colonnes. Au rez-de-chaussée et au premier étage, les plafonds à caissons de l'escalier sont ornés de sculptures géométriques en bas-relief. Entre les différents paliers, sept colonnes sont coiffées de chapiteaux, faisant le pendant à sept culs-de-lampe, dont certains sont armoriés, sur les murs extérieurs de l'escalier. Les armoiries représentées sont celles de la famille Chapon du Bâtiment.

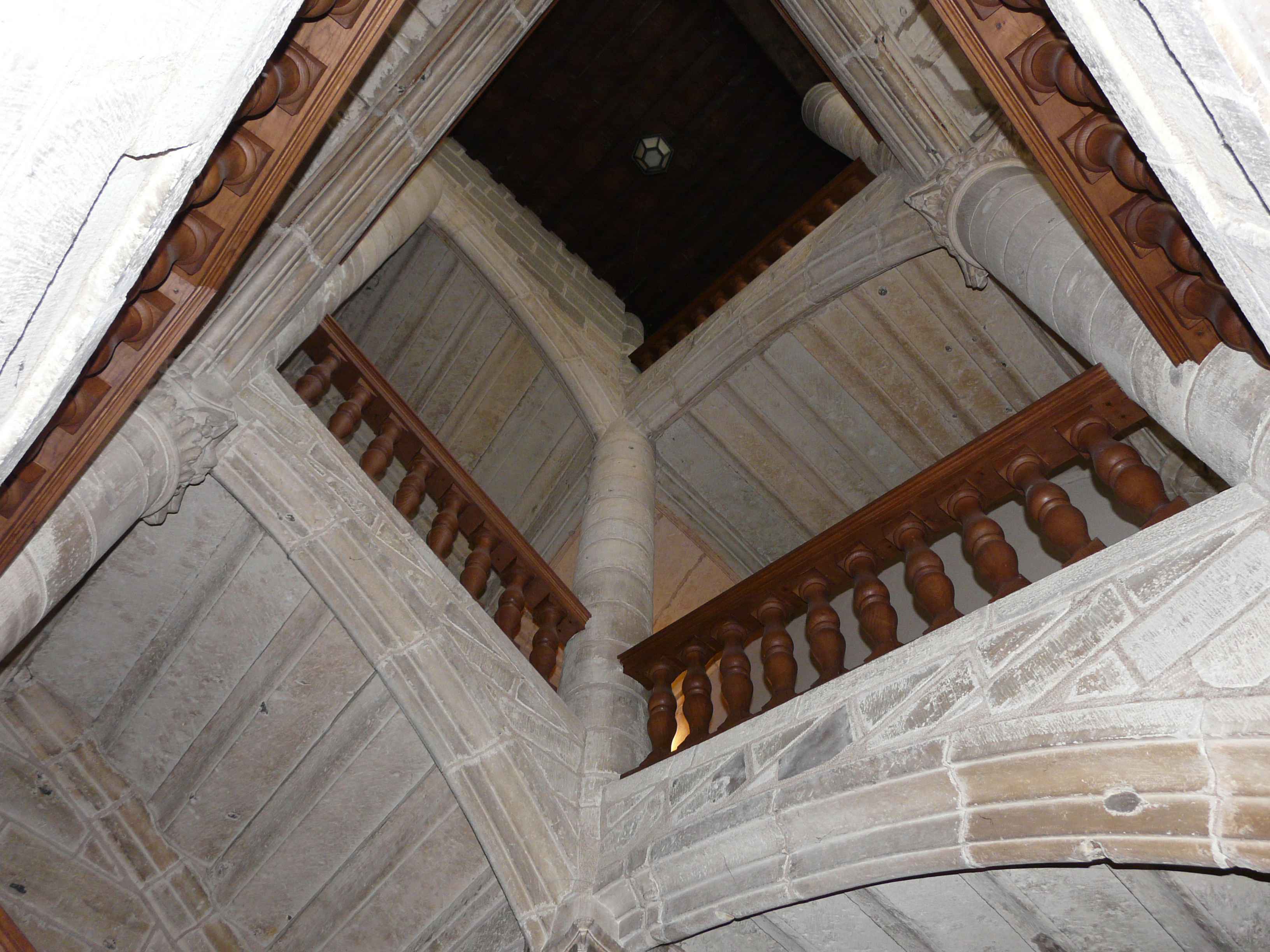
Le vide central de l'escalier Renaissance.
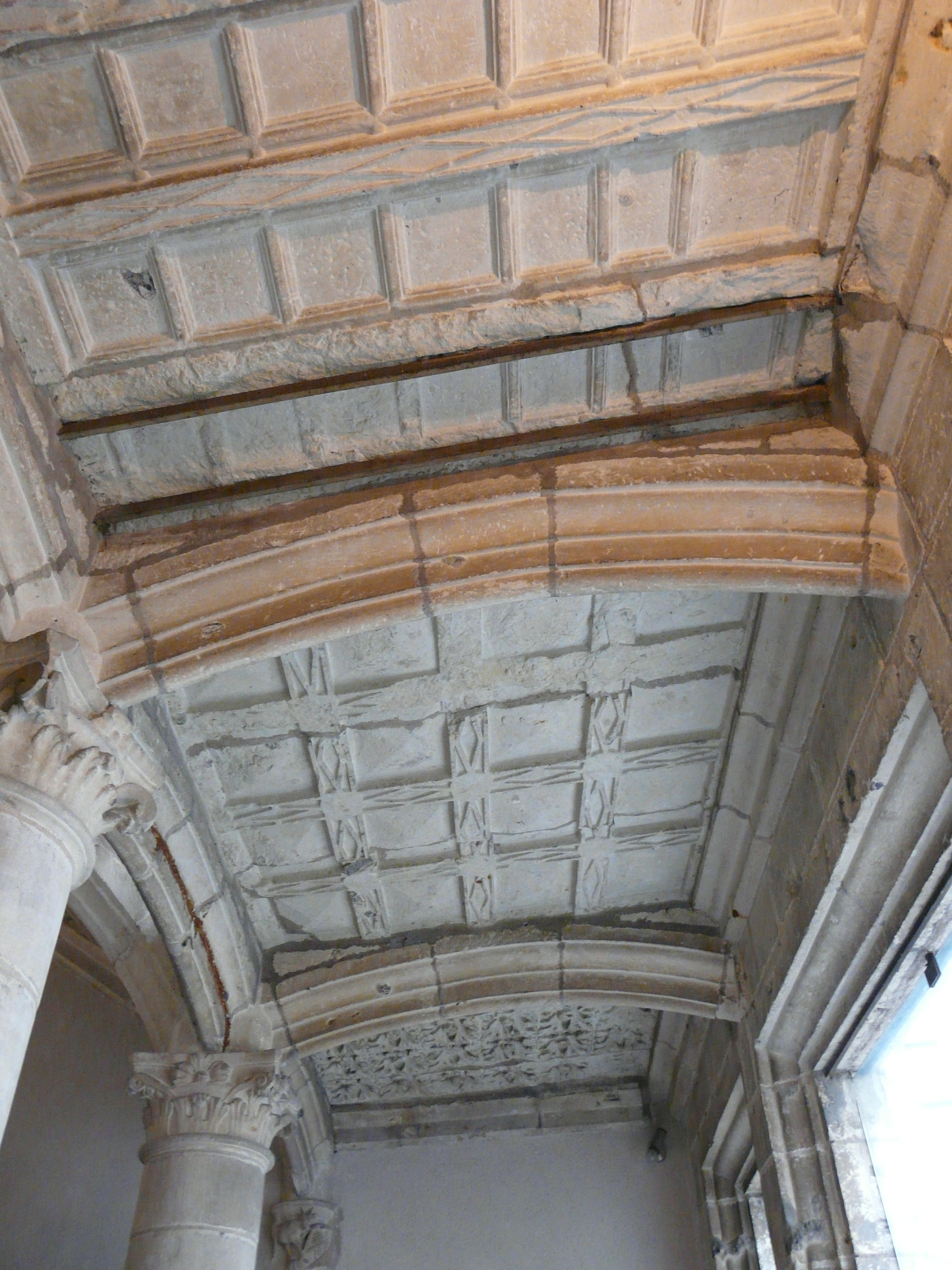
Le plafond de l'escalier au premier étage.
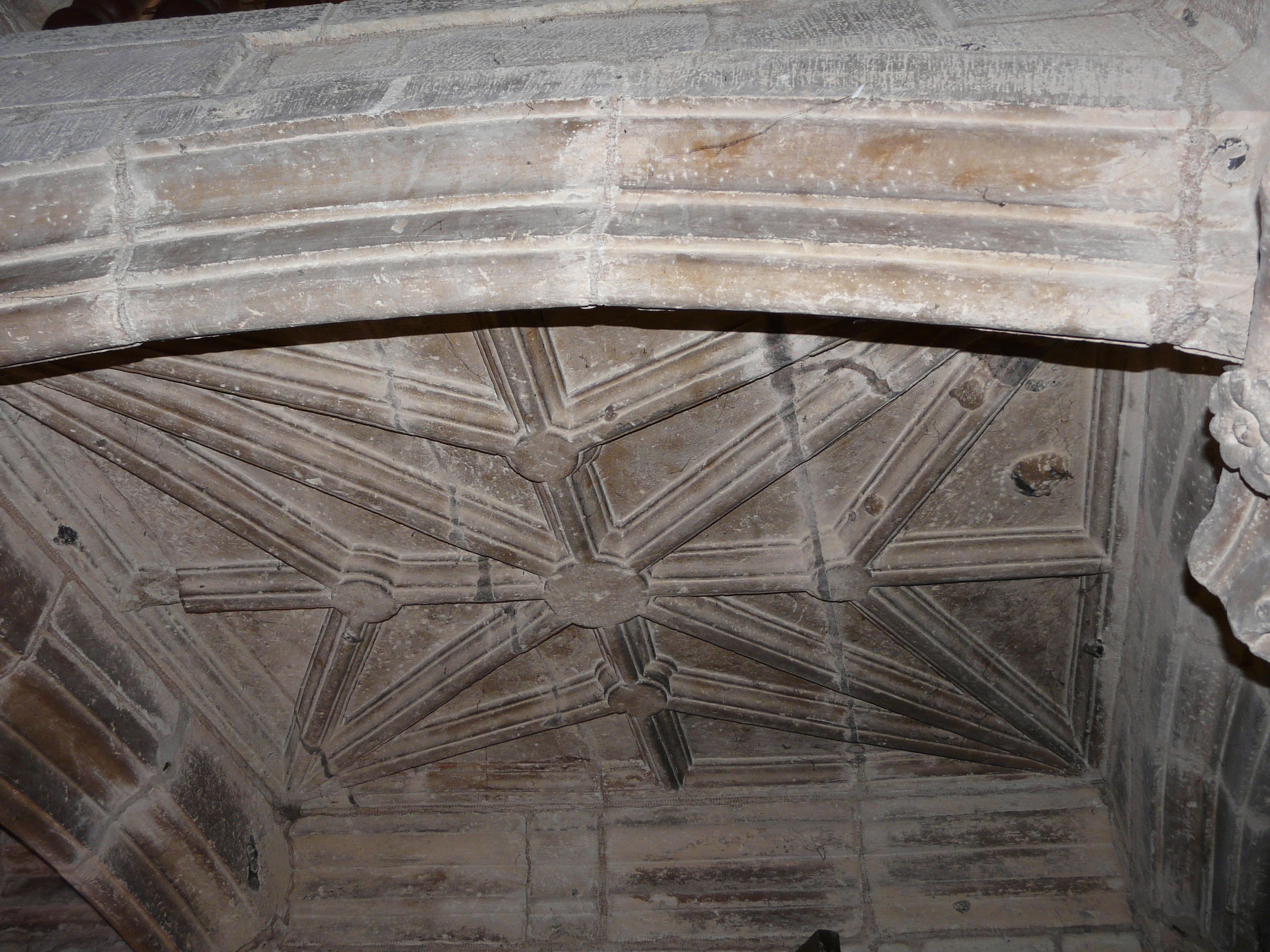
Le plafond de l'escalier au rez-de-chaussée.
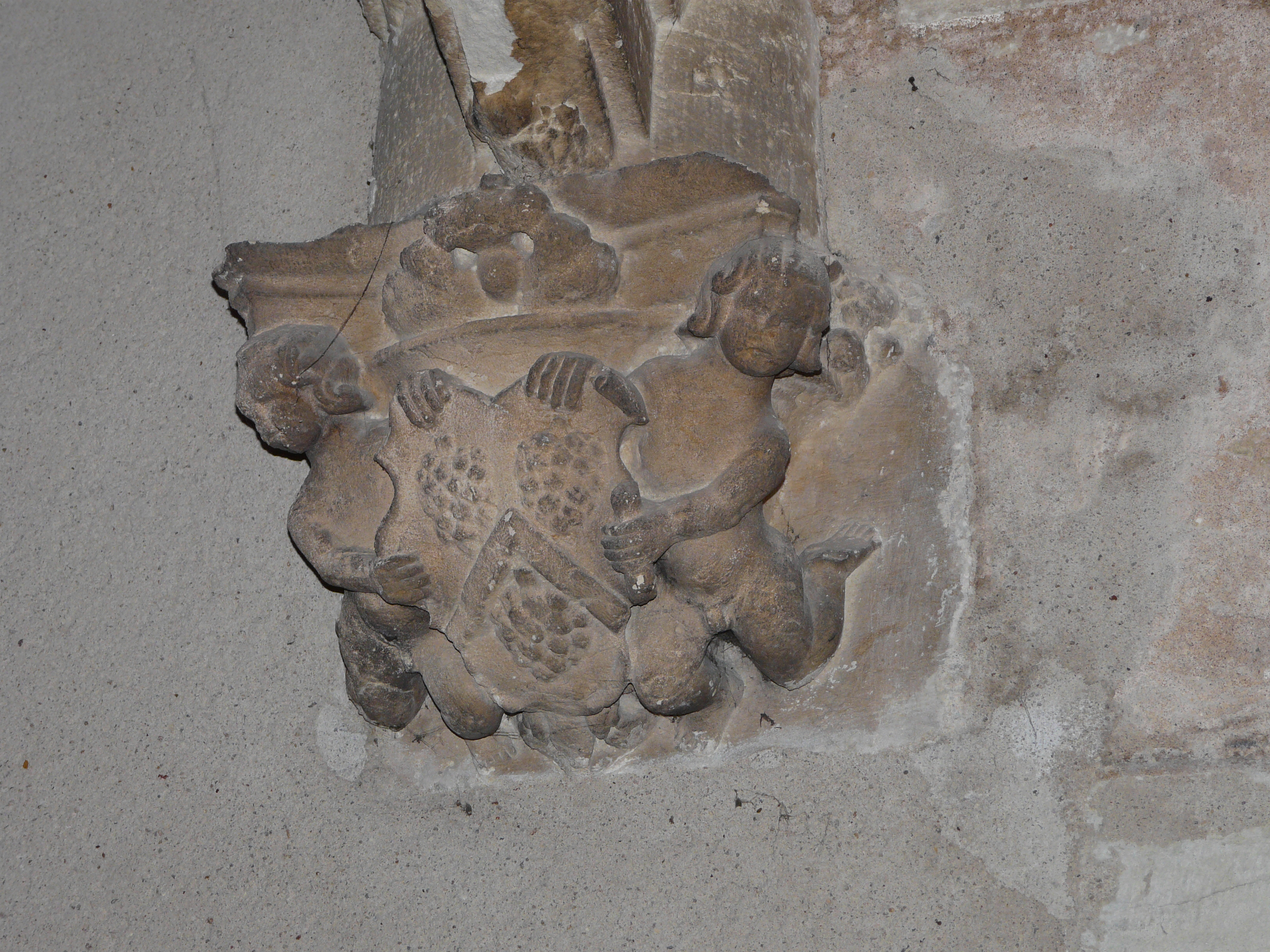
Cul-de-lampe armorié.